# Матузко Олена Олександрівна
Олена Олександрівна Матузко (нар. 4 листопада 1976, Кропивницький) — Народний депутат України 8-го скликання.

## Біографія
1993 р. — закінчила школу з золотою медаллю. У 1998 році закінчила Київський державний університет культури і мистецтв, факультет музеєзнавства.
- 1998–1999 — завідувачка науково-експозиційного сектору Центрального музею Прикордонних військ України;
- 2000–2001 — головний хранитель фондів Центрального музею Прикордонних військ України;
- 2001–2002 — менеджер рекламного відділу ДП "Телерадіоорганізація «Довіра»;
- 2002–2003 — менеджер з реклами групи радіо ТОВ «Май»;
- 2003–2006 — РК-менеджер, директор зі зв'язків з громадськістю ТОВ "Телерадіокомпанія «НБМ»;
- 2006–2007 — виконаний продюсер ТОВ "Студія «Зміна»;
- З 2007 — помічник народного депутата України[якого?], Апарат Верховної Ради України.

Депутат Київської міської ради, голова постійної комісії з питань інформаційної політики та реклами.
Народилась у сім'ї військовослужбовця. Неодружена, має дочку і сина.